# ناتالي فولتون
ناتالي فولتون (بالإنجليزية: Natalie Fulton) هي لاعب هوكي الحقل جنوب أفريقية، ولدت في 17 مايو 1977.

## وصلات خارجية
- ناتالي فولتون على موقع الاتحاد الدولي للهوكي (الإنجليزية)
- ناتالي فولتون على موقع الاتحاد الدولي للهوكي (الإنجليزية)
- ناتالي فولتون على موقع أوليمبيديا (الإنجليزية)
- ناتالي فولتون على موقع اتحاد ألعاب الكومنولث (مؤرشف) (الإنجليزية)